# Panotrogus afghanus
Panotrogus afghanus är en skalbaggsart som beskrevs av Rudolph Petrovitz 1965. Panotrogus afghanus ingår i släktet Panotrogus och familjen Melolonthidae. Inga underarter finns listade i Catalogue of Life.